# 무함마드 알부카리

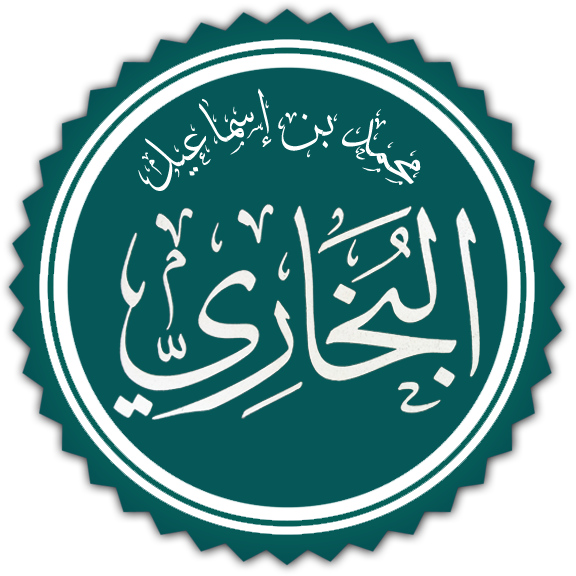
아랍어로 쓰인 알부카리의 이름

무함마드 알부카리(Muhammad al-Bukhari, Imam al-Bukhari, Imam Bukhari, 810년 7월 19일 ~ 870년 9월 1일)는 부카라 태생의 페르시아의 이슬람 학자이다.
사히 알 부카리라는 이름의 하디스집을 편찬했다. 알아다브 알무프라드 등의 다른 책들도 저술했다.